# Фокус-покус 2
«Фокус-покус 2» (англ. Hocus Pocus 2) — американский фэнтезийный комедийный фильм режиссёра Энн Флетчер. Продолжение фильма 1993 года «Фокус-покус». Бетт Мидлер, Сара Джессика Паркер и Кэти Наджими вновь исполняют главные роли. 
Фильм вышел на платформе Disney+ 30 сентября 2022 года. В июне 2023 года объявлено, что продолжение находится в разработке.

## Синопсис
Молодые сестры Винни, Мэрри и Сара – жительницы Салема, обвиненные в колдовстве. Так как казнить девушек бесчеловечно, горожане во главе с преподобным Траском решают одну из них выдать замуж и отделить ее от сестер.  В суматохе сестры сбегают в темный лес, где встречают ведьму, которая сначала хочет съесть девочек, но чует от них запах колдовства. Поняв, что девочки ведьмы, она отдает им живую книгу заклинаний и берет с них обещание держаться друг друга, т.к. ведьма не может существовать без ковена. Сестры решают отомстить преподобному Траску и устраивают пожар.
Наши дни. В канун Хэллоуина подружки Иззи и Бэкки проводят традиционный ритуал в запретном лесу по случаю дня рождения последней. Перед походом в лес они, по уже сложившейся традиции, идут в волшебный магазин Гилберта, который дарит девочкам свечку и напоминает, что именно на шестнадцатилетние ведьма обретает силы. Для антуража, подруги решают зажечь свечу во время ежегодного ритуала, чем исполняют пророчество (девственник должен зажечь свечу в ночь на Хэллоуин, чтобы сестры Сандерсон вернулись). Ведьмы тут же появляются. Теперь им нужно до полуночи найти способ не исчезнуть к рассвету. Подруги обманным путем уводят их в супермаркет, а сами идут в музей, где узнают что хозяин музея Гилберт, увидев в детстве магию сестер, стал охранять их дом и книгу заклинаний.  Сестры врываются в дом, запирают девочек в подвале, а Гилберта заставляют искать ингредиенты для ритуала, который они нашли в своей книге заклинаний.  С помощью заклинания они останутся в этом времени.  Одним из ингредиентов является кровь злейшего врага – мэра Салема Траска, так как он является потомком преподобного Траска, и ведьмы отправляются на его поиски. Тем временем Гилберту приходится выкапывать оживший труп Билли Бутчерсона, так как его голова является одним из ингредиентов. Сестры на фестивале устраивают музыкальное шоу, чтобы загипнотизировать жителей для поимки мэра, однако их попытка безуспешна. Девочки тем временем выбираются из подвала и идут в дом к своей подруге Кэсси, дочери мэра, чтобы его предупредить, однако в дом добираются и сестры.  Мэра в доме не оказывается и девочки запирают сестер в гараже.  Тем не менее сестры вырываются из ловушки и похищают Кэсси, так как ее кровь тоже может сгодится. Гилберт собирает все ингредиенты в лесу, там же сестры проводят ритуал, который срабатывает и увеличивает их магическую силу. В свою очередь силу обретает и Бекки – оказывается, что она тоже ведьма. Прочитав предупреждение в книге заклинаний, в котором написано, что для получения высшей силы следует отдать самое важное в своей жизни. Этим важным в жизни Винни являются сестры. Прочитав заклинание, Мэри и Сара растворяются в воздухе. Осознав то, что произошло, Винни просит Бекку, которая становится новой хозяйкой книги заклинаний, чтобы она вернула сестер даже ценою своих сил. Бекки соглашается и читает заклинание возвращения, однако ничего не происходит. Винни спрашивает о том, почему же заклинание не сработало, на что Бекки объясняет, что не они вернутся к ней, она к ним. В эту минуту Винни начинает растворяться и довольная возвращается к своим сестрам. Одержав победу над сестрами Сандерсон, Кэсси, Бекки и Иззи идут смотреть фильмы в последние часы Хэллоуина.

## В ролях
- Бетт Мидлер — Уинифред (Винни) Сандерсон
  - Тейлор Пейдж Хендерсон — молодая Уинифред Сандерсон
- Кэти Наджими — Мэри Сандерсон
  - Нина Китчен — молодая Мэри Сандерсон
- Сара Джессика Паркер — Сара Сандерсон
  - Джуджу Трэвел Бренер — молодая Сара Сандерсон
- Даг Джонс — Билли Бутчерсон
- Уитни Пик — Бекки[4]
- Лилия Букингем[англ.] — Кэсси Траск[4]
- Белисса Эскобедо — Иззи[4]
- Ханна Уэддингем — ведьма
- Тони Хейл — Джефри Траск
- Сэм Ричардсон — Гилберт
- Фрой Гутьеррес[5].

Также в фильме появятся звёзды «Королевских гонок Ру Пола» Джинджер Миндж, Корнбред Джете и Камора Холл, которые будут изображать дрэг-квин, выдающих себя за Уинифред, Мэри и Сару.

## Производство

### Разработка

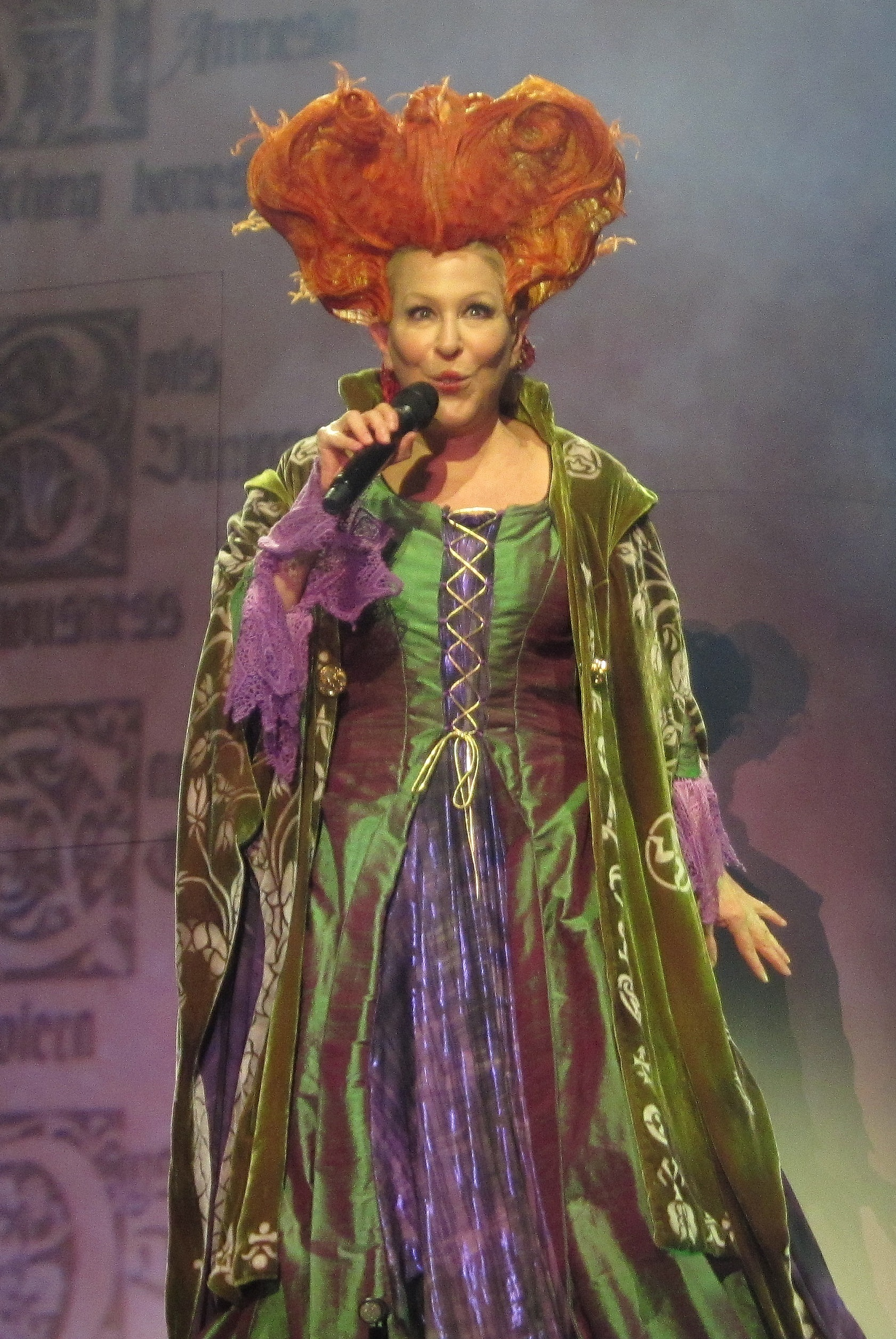
Бетт Мидлер в образе Уинифред Сандерсон в 2015 году.

В июле 2014 года было объявлено, что компания Walt Disney разрабатывает фильм о ведьмах с Тиной Фей в качестве продюсера и главной звезды. Однако Deadline Hollywood развенчал слухи о том, что фильм будет продолжением «Фокуса-покуса». В ноябре 2014 года Бетт Мидлер заявила в интервью, что готова вернуться для продолжения в роли Уиннифред Сандерсон. Она также сказала, что ее коллеги-звезды Сара Джессика Паркер и Кэти Наджими также были заинтересованы в повторении ролей Сары и Мэри Сандерсон, но подчеркнули, что Disney ещё не давал зелёный свет какому-либо продолжению, призывая поклонников оригинального фильма убедить Disney сделать его. В ноябре 2015 года Мидлер заявила на пресс-конференции, что «после всех этих лет и всех требований фанатов я могу твердо сказать однозначное „нет“ в ответ на вопрос о сиквеле».
В июне 2016 года актер Даг Джонс упомянул, что Disney рассматривал продолжение, и за кулисами велись дискуссии о возможном продолжении в виде сериала. В октябре 2016 года, продвигая свой телесериал «Развод», Энди Коэн спросил Джессику Паркер о продолжении. Её ответ был: «Я бы с удовольствием. Я думаю, что мы очень громко говорили о том, что мы очень заинтересованы», и она также попросила, чтобы поклонники призывали Disney к разработке продолжения. В книге «Hocus Pocus in Focus: The Thinking Fan’s Guide to Disney’s Halloween Classic», автор Аарон Уоллес выделяет несколько потенциальных подходов к сиквелу, но отмечает, что самой большой проблемой проекта является интерес студии Уолта Диснея к проектам, которые обещают очень высокие кассовые сборы.
В сентябре 2017 года, сценарист «Фокуса-покуса» Мик Гаррис признался, что он работал над сценарием для продолжения, и что фильм может быть выпущен для телевидения на каналах Disney Channel, Freeform или ABC. Чуть позже стало известно о планах вместо продолжения сделать ремейк картины, к разработке сценария была привлечена Скарлетт Лейси, в то время как создателей оригинального фильма к разработке не приглашали. В следующем месяце Мидлер заявила, что ей не нравится идея ремейка, и она не будет участвовать в нём, независимо от того, предложат ей какую-то роль или нет, выразив сомнения в том, что у создателям удастся кастинг на её роль Уинифред Сандерсон.
В феврале 2018 года Джонс рассказал Digital Spy, что когда-то велись переговоры о создании сиквела через двадцать лет после оригинального фильма и что к нему обратились с просьбой принять в нём участие, хотя он признался, что все ещё заинтересован в повторении своей роли Билли Бутчерсона. В июле 2018 года вышла книга под названием «Фокус-покус: совершенно новое продолжение», содержащая новеллизацию фильма-продолжения. Сюжет вращается вокруг дочери Макса и Эллисон, Поппи, которая выросла, слушая семейную историю оригинального фильма, а родители с тех пор избегают Хэллоуина. Поппи скептически относится к этой истории и оказывается в доме Сандерсонов на Хэллоуин, через двадцать пять лет после выхода фильма, в попытке доказать, что в эта история — неправда.
В октябре 2019 года было объявлено, что продолжение будет разрабатываться как эксклюзивный фильм Disney+, автором сценария стала Джен Д’Анджело. В марте 2020 года Адам Шенкман подписал контракт на съёмки «Фокуса-покуса 2» одновременно со своей работой над сиквелом «Зачарованной».

### Кастинг
1 ноября 2019 Бетт Мидлер, Сара Джессика Паркер и Кэти Наджими выразили заинтересованность в повторении своих ролей сестриц Сандерсон в сиквеле. В сентябре 2020 выяснилось, что Мидлер начала переговоры, чтобы вернуться в фильм, как Уинифред, и в октябре 2020 года она подтвердила, что она вернётся вместе с Паркер и Наджими. В мае 2021 года было окончательно подтверждено, что Мидлер, Паркер и Наджими повторят свои роли сестер Сандерсон. В октябре 2021 года было объявлено, что Тейлор Хендерсон была выбрана на одну из главных ролей. Вскоре после этого сообщалось, что Сэм Ричардсон ведет переговоры о том, чтобы присоединиться к актёрскому составу. В том же месяце Тони Хейл присоединился к актерскому составу в качестве мэра Салема Джефри Траске. Полный актерский состав второго плана был подтверждён 31 октября 2021 года, включая Ханну Уоддингем и Дага Джонса, который сыграл Билли Бутчерсона в оригинальном фильме.

### Пре-продакшн
29 октября 2020 года Мидлер заявила, что набросок сюжета для сиквела завершен, который она вместе с Наджими и Джессикой Паркер оценила как «довольно отличный». 3 ноября Мидлер рассказала, что продюсеры пытаются нанять несколько членов производственной команды первого фильма, поделившись, что во многом успех первого фильма связан с работой закулисной команды. В апреле 2021 Энн Флетчер заменила Шенкмана в кресле режиссёра из-за его занятости в другом проекте, хотя он останется исполнительным продюсером фильма. В октябре 2021 года было объявлено, что Джон Дебни, композитор оригинального фильма, вернется к работе над продолжением.

### Съёмки
Съёмки планировалось начать летом 2021 года в Салеме, Массачусетс. В сентябре 2021 года было подтверждено, что декорации для «Фокуса-покуса 2» будут построены в Линкольне, Род-Айленд. Съёмки начались 18 октября 2021 года в Провиденсе, Род-Айленд. 26 января 2022 года Мидлер опубликовала в социальных сетях подтверждение того, что съёмки были завершены. После двух тестовых показов фильма повторные съёмки состоялись в начале июня 2022 года в Астории, штат Нью-Йорк.

## Релиз
«Фокус-покус 2» был выпущен 30 сентября 2022 года на платформе Disney+.

## Продолжение
Вскоре после выхода фильма создатели заявили, что рассматривают возможность съёмок продолжения фильма. В июне 2023 года президент Walt Disney Studios Motion Picture Production подтвердил, что третий фильм запущен в разработку.

## Награды
| Год  | Награда       | Категория      | Номинант / Работа | Результат | Ист.   |
| ---- | ------------- | -------------- | ----------------- | --------- | ------ |
| 2022 | The Queerties | Next Big Thing | «Фокус-покус 2»   | Победа    | [ 42 ] |